# Vergt-de-Biron
Vergt-de-Biron é uma comuna francesa na região administrativa da Nova Aquitânia, no departamento Dordonha. Estende-se por uma área de 15,83 km². Em 2010 a comuna tinha 198 habitantes (densidade: 12,5 hab./km²).